# 275-й зенитный артиллерийский полк
275-й армейский зенитный артиллерийский полк — воинская часть вооружённых сил СССР в Великой Отечественной войне.

## История
Полк формировался в мае 1943 года.
В составе действующей армии с 31 мая 1943 по 14 ноября 1944 года
С момента поступления в действующую армию находился в Карелии, являясь армейским зенитным полком 32-й армии
В июне-июле 1944 года участвовал в Свирско-Петрозаводской операции. В ходе операции 23 июня 1944 года обеспечивал противовоздушную оборону при высадке десанта 70-й морской стрелковой бригады (Тулоксинская десантная операция). По окончании операции вновь вошёл в состав 32-й армии, держал оборону на достигнутом рубеже, после выхода Финляндии из войны находился на охране границы, затем отведён в резерв, где находился до конца войны.

## Подчинение
| Дата            | Фронт (округ)     | Армия      | Корпус | Дивизия | Бригада | Примечания |
| --------------- | ----------------- | ---------- | ------ | ------- | ------- | ---------- |
| 01.06.1943 года | Карельский фронт  | 32-я армия | -      | -       | -       | -          |
| 01.07.1943 года | Карельский фронт  | 32-я армия | -      | -       | -       | -          |
| 01.08.1943 года | Карельский фронт  | 32-я армия | -      | -       | -       | -          |
| 01.09.1943 года | Карельский фронт  | 32-я армия | -      | -       | -       | -          |
| 01.10.1943 года | Карельский фронт  | 32-я армия | -      | -       | -       | -          |
| 01.11.1943 года | Карельский фронт  | 32-я армия | -      | -       | -       | -          |
| 01.12.1943 года | Карельский фронт  | 32-я армия | -      | -       | -       | -          |
| 01.01.1944 года | Карельский фронт  | 32-я армия | -      | -       | -       | -          |
| 01.02.1944 года | Карельский фронт  | 32-я армия | -      | -       | -       | -          |
| 01.03.1944 года | Карельский фронт  | 32-я армия | -      | -       | -       | -          |
| 01.04.1944 года | Карельский фронт  | 19-я армия | -      | -       | -       | -          |
| 01.05.1944 года | Карельский фронт  | 19-я армия | -      | -       | -       | -          |
| 01.06.1944 года | Карельский фронт  | 19-я армия | -      | -       | -       | -          |
| 01.07.1944 года | Карельский фронт  | 7-я армия  | -      | -       | -       | -          |
| 01.08.1944 года | Карельский фронт  | 32-я армия | -      | -       | -       | -          |
| 01.09.1944 года | Карельский фронт  | 32-я армия | -      | -       | -       | -          |
| 01.10.1944 года | Карельский фронт  | 32-я армия | -      | -       | -       | -          |
| 01.11.1944 года | Карельский фронт  | 32-я армия | -      | -       | -       | -          |
| 01.12.1944 года | Резерв Ставки ВГК | 32-я армия | -      | -       | -       | -          |
| 01.01.1945 года | Резерв Ставки ВГК | 32-я армия | -      | -       | -       | -          |
| 01.02.1945 года | Резерв Ставки ВГК | 32-я армия | -      | -       | -       | -          |
| 01.03.1945 года | Резерв Ставки ВГК | 32-я армия | -      | -       | -       | -          |
| 01.04.1945 года | Резерв Ставки ВГК | 32-я армия | -      | -       | -       | -          |
| 01.05.1945 года | Резерв Ставки ВГК | 32-я армия | -      | -       | -       | -          |

## Командиры
- майор Краскевич, Евгений Михайлович (1919—2002)